# 弗雷德·斯科拉里
弗雷德·J·斯科拉里（英語：Fred J. Scolari，1922年3月1日—2002年10月17日），美国NBA联盟前职业篮球运动员。